# Epiktétos
Epiktétos, řecky Επίκτητος, latinsky Epictetus (asi 55 n. l. – asi 135 n. l.) byl řecký stoický filosof, který velkou část svého života strávil v Římě. Odtud musel odejít do exilu do Níkopole v severozápadním Řecku, kde kolem roku 135 n. l. zemřel. O jeho životě víme velmi málo a možná neznáme ani jméno, které dostal od svých rodičů. Slovo epiktétos v řečtině znamená „přidaný“.

## Život
Epiktétos se patrně narodil kolem roku 55 n. l. v Hierapoli ve Frýgii (dnešní Pamukkale v jihozápadním Turecku). Mládí strávil jako otrok v Římě u bohatého propuštěnce Epafrodita, bývalého tajemníka císaře Nerona, a u známého učitele Musonia Rufa studoval stoickou filosofii. Trpěl nějakým neduhem a kulhal – podle jednoho pramene proto, že mu jeho pán zlomil nohu, podle jiného po nemoci v dětství.
Později byl propuštěn na svobodu a kolem roku 89 n. l. byl – stejně jako mnoho dalších filosofů – vyhoštěn císařem Domitianem z Říma a z Itálie. Usadil se v Níkopoli v Epiru, asi 5 km severně od dnešní Prevezy v severozápadním Řecku, kde založil velmi úspěšnou filozofickou školu. Jeden z jeho žáků, historik Flavius Arrian, později ve službách císaře Hadriana, patrně sepsal někdy mezi roky 104-107 z jeho učení knihu Rozpravy a jakýsi výtah z nich, Rukojeť (Enchiridion). Epiktétos si získal velkou pověst, nikdy se neoženil a dožil se vysokého věku.

## Učení a dílo
Epiktétos se svými žáky patrně četl spisy starých stoiků, zachované spisy však zachycují spíše diskuse po přednáškách, zaměřené téměř úplně na etiku, na vedení dobrého života podle stoických představ, a to v téměř fatalistické podobě. Epiktétos přirovnává svou školu k nemocnici, kam se lidé přicházejí léčit ze svých neduhů. Hledají štěstí, ale marně, protože na nesprávném místě: nevědí, že jen vlastní ctnost (zdatnost) je dobrá a jen neřest že je špatná. Právě tyto věci ale jsou zcela v našich rukou, „na nás“. Všechno ostatní – bohatství, zdraví, pocty – jsou vnější věci, které nemáme v rukou, a z hlediska šťastného života jsou nerozlišené, lhostejné (adiaforon).
Především se nesmíš nechat strhnout intenzitou nějakého dojmu, nýbrž řekneš: „Počkej. Podívám se, co jsi zač a co představuješ. Vyzkouším si tě.“ Pak se nesmíš nechat svést k představám, co by mohlo následovat potom.
Co rozrušuje naši mysl nejsou události, ale naše úsudky o událostech.
Kdo chce dosáhnout šťastného života, musí se cvičit ve třech oblastech. První se týká toho, po čem toužíme a co se nám protiví. Druhá impulsů jednat a nejednat a vůbec správného chování. Ve třetí jde o to, osvobodit se od klamu a unáhlených soudů. Všechny tři máme ve svých rukou.
Nemám být necitelný jako socha, nýbrž hledět si svých přirozených a získaných vztahů jako člověk, který ctí bohy, jako syn, jako bratr, jako otec, jako občan.
„Ale můj otec je zlý.“ – „Máš snad nějaký přirozený nárok na dobrého otce? Ne, jen na otce.“
Veď mne, ó Die, i ty, Osude,
kamkoli chcete. 
Poddám se ochotně a bez váhání,
ale i kdybych nechtěl,
já bídný, stejně půjdu.
Když jsi tedy všechno, i sebe sama, dostal od Jiného (tj. Boha), můžeš si snad stěžovat na dárce a žehrat, když si něco vezme zpět?
Této odevzdanosti bohům a osudu říká Epiktétos „žít v souladu s přirozeností“.
Vzdělání znamená naučit se chtít, aby se všechny věci děly tak, jak se dějí. A jak se věci dějí? Jak On to ustanovil, jako léto a zimu, hojnost a nouzi. (...) A svobodný je ten, komu se všechny věci dějí podle jeho vůle a komu žádný člověk nemůže překážet.
Život je to, na čem záleží, a co se děje teď. Epiktétos jej přirovnává jednou k divadelní hře, jednou k zápasu, jednou k vojenské službě.
Pamatuj, že jsi hercem ve hře, která je podle přání jejího autora – dlouhá nebo krátká. Ty máš dobře hrát úlohu, která je ti přidělena, ale vybírat ji patří jemu.

## Citáty
- „Nechtěj, co není, a chtěj, co je, a budeš spokojen.“
- „Nepřemožitelný můžeš býti, nepustíš-li se v žádný zápas, v němž zvítěziti není v tvé moci.“
- „Nikdy o ničem neříkej ztratil jsem, nýbrž vrátil jsem.“
- „Někdo hodně pije. Neříkej, že špatně činí, nýbrž jen, že hodně pije. Někdo se časně koupá. Neříkej, že špatně činí, nýbrž jen, že se časně koupá.“
- „Nežádej, aby se věci děly jak chceš, ale chtěj, aby se věci děly tak, jak se dějí a bude ti v životě dobře.“
- „Každý člověk zaplatí za své zločiny. Ten, kdo má tohle na paměti, se na nikoho nebude zlobit, nikoho nebude nenávidět, nikoho nebude obviňovat, osočovat (pomlouvat) ani urážet.“